# Jarosław Brawata
Jarosław Brawata (ur. 8 maja 1956 w Gdańsku) – polski judoka, trener, nauczyciel wf, olimpijczyk z Moskwy 1980.
Na Igrzyskach Olimpijskich w Moskwie startował w kategorii półśredniej (78 kg) gdzie przegrał w pierwszej rundzie, kończąc start na 17. miejscu.

## Osiągnięcia

### Seniorskie
Polska
- Mistrz Polski (1976 – waga średnia, 1979 – 78 kg)[1][2]
- Wicemistrz Polski (1975 – waga średnia, 1977 – 78 kg, 1986 – 86 kg)[3][4][5]
- Brązowy medalista mistrzostw Polski:
  - wszechkategorii (1984)[6]
  - 1974 – waga średnia, 1978 – 78 kg, 1982 – 78 kg, 1985 – 86 kg[7][8][9][10]

Międzynarodowe
- Mistrz międzynarodowego turnieju w Warszawie (1986 – 86 kg)[11]
- Wicemistrz międzynarodowego turnieju:
  - w Sofii (1974, 1975 – 80 kg)[12][13]
  - w Pradze (1980 – 78 kg)[14]
  - Hungaria Cup (1979 – 86 kg)[15]
  - Polish Open (1980 – 78 kg)[16]
  - Dutch Open (1980 – 78 kg)[17]
- Brązowy medalista międzynarodowego turnieju:
  - German Open (1979 – 78 kg)[18]
  - w Warszawie (1978 – 78 kg)[19]
  - Polish Open (1981 – 78 kg)[20]
  - Skandynavian Open (1981 – 78 kg)[21]

### Młodzieżowe
- Mistrz:
  - Polski:
    - młodzieży (1973, 1975, 1976 – waga średnia)[22][23][24]
    - juniorów (1972 – waga średnia)[25]

  - Ogólnopolskiej Spartakiady Młodzieży (1971 – waga lekka, 1973 – waga średnia)[26][27]

### Reprezentacja
Seniorska
- Uczestnik igrzysk olimpijskich (1980 – 17. miejsce – 78 kg)[28][29]

Młodzieżowe
- Wicemistrz Europy juniorów (1973 – 80 kg)[30]
- Brązowy medalista mistrzostw świata młodzieżowców (1974 – 80 kg)[31]